# Liste der Einträge im National Register of Historic Places im Powell County (Montana)
Diese Liste enthält die 16 Anwesen und historischen Distrikte, darunter eine National Historic Landmark, die im Powell County (Montana) in das National Register of Historic Places aufgenommen wurden. (Stand: 30. August 2013)

## Einträge
| [ 1 ] | Name                                             | Bild                                             | Eintragsdatum                 | Lage | Ort        | Beschreibung |
| ----- | ------------------------------------------------ | ------------------------------------------------ | ----------------------------- | --- | ---------- | --- |
| 1     | Nick J. Bielenberg House                         |                                                  | 10. Aug. 1979 ID-Nr. 79003719 | 801 Milwaukee Ave. 46° 24′ 3″ N, 112° 43′ 34″ W                                                                                             | Deer Lodge | |
| 2     | Charter Oak Mine and Mill                        |                                                  | 6. Feb. 2001 ID-Nr. 01000038  | United States Forest Service Road 227 B-1 im Helena National Forest 46° 29′ 23″ N, 112° 25′ 3″ W                                            | Elliston   | |
| 3     | William E. Coleman House                         |                                                  | 21. Mai 1979 ID-Nr. 79001422  | 500 Missouri Ave. 46° 23′ 55″ N, 112° 43′ 51″ W                                                                                             | Deer Lodge | |
| 4     | Conley Street Bridge                             |                                                  | 28. Apr. 2011 ID-Nr. 11000227 | Übergang über den Clark Fork an der Conley St. 46° 23′ 26″ N, 112° 44′ 14″ W                                                                | Deer Lodge | Reinforced Concrete Bridges in Montana, 1900–1958 MPS                                                                  |
| 5     | Deer Lodge American Women's League Chapter House | Deer Lodge American Women's League Chapter House | 14. Juni 1982 ID-Nr. 82003177 | 802 Missouri Ave. 46° 23′ 54″ N, 112° 43′ 38″ W                                                                                             | Deer Lodge | |
| 6     | Deer Lodge Central Business Historic District    | Deer Lodge Central Business Historic District    | 13. Aug. 2008 ID-Nr. 08000767 | grob begrenzt durch Cottonwood Ave. im Norden, Montana Ave. im Süden, 2nd St. im Westen und 4th St. im Ost 46° 23′ 54,3″ N, 112° 44′ 7,1″ W | Deer Lodge | |
| 7     | Fitzpatrick Ranch Historic District              | Fitzpatrick Ranch Historic District              | 8. Juli 1981 ID-Nr. 81000365  | nordwestlich von Avon 46° 47′ 19″ N, 112° 46′ 38″ W                                                                                         | Avon       | |
| 8     | Grant-Kohrs Ranch/Warren Ranch                   | Grant-Kohrs Ranch/Warren Ranch                   | 11. Juli 2003 ID-Nr. 03000127 | Cattle Drive bei der Grant-Kohrs Ranch National Historic Site 46° 24′ 57″ N, 112° 44′ 44″ W                                                 | Deer Lodge | |
| 9     | Grant-Kohrs Ranch National Historic Site         | Grant-Kohrs Ranch National Historic Site         | 25. Aug. 1972 ID-Nr. 72000738 | Stadtrand von Deer Lodge 46° 24′ 31,2″ N, 112° 44′ 16,7″ W                                                                                  | Deer Lodge | |
| 10    | William K. Kohrs Free Memorial Library           | William K. Kohrs Free Memorial Library           | 7. Mai 1979 ID-Nr. 79001423   | 5th St. and Missouri Ave. 46° 23′ 56″ N, 112° 43′ 6″ W                                                                                      | Deer Lodge | |
| 11    | Little Blackfoot River Bridge                    | Little Blackfoot River Bridge                    | 4. Jan. 2010 ID-Nr. 09001185  | Meilenstein 0 an der County Road 186 an der Kreuzung mit U.S. Highway 12 46° 34′ 24,2″ N, 112° 39′ 50,2″ W                                  | Avon       | |
| 12    | Montana Territorial and State Prison             | Montana Territorial and State Prison             | 3. Sep. 1976 ID-Nr. 76001126  | 925 Main St. 46° 23′ 33″ N, 112° 44′ 7″ W                                                                                                   | Deer Lodge | |
| 13    | Northern Pacific Railroad Completion Site, 1883  |                                                  | 19. Aug. 1983 ID-Nr. 83001075 | Off Interstate 90 46° 33′ 3″ N, 112° 51′ 36″ W                                                                                              | Goldcreek  | Stelle, an der 1883 die von Westen und Osten her arbeitenden Bautrupps der Northern Pacific Railroad aufeinandertrafen |
| 14    | Prison Brickyard Historic District               |                                                  | 14. Apr. 1988 ID-Nr. 88000430 | Schotterstraße abseites der Interstate 90, ¼ Meile südlich von Deer Lodge 46° 23′ 12″ N, 112° 43′ 37″ W                                     | Deer Lodge | |
| 15    | Rialto Theater                                   | Rialto Theater                                   | 19. Feb. 1998 ID-Nr. 98000124 | 418 Main St. 46° 24′ 2″ N, 112° 44′ 8″ W | Deer Lodge | |
| 16    | Trask Hall                                       |                                                  | 30. Apr. 1982 ID-Nr. 82003178 | 703 5th Ave. 46° 23′ 40″ N, 112° 43′ 52″ W                                                                                                  | Deer Lodge | ein Bauwerk des College of Montana                                                                                     |